# Сан-Педро-де-ла-Пас
Сан-Педро-де-ла-Пас (исп. San Pedro de la Paz) — город в Чили. Административный центр одноимённой коммуны. Население — 80 159 человек (2002). Город и коммуна входит в состав провинции Консепсьон  и области Био-Био. Город является составной частью городской агломерации Большой Консепсьон.
Территория коммуны — 112,5 км². Численность населения — 90 610 жителей (2007). Плотность населения — 805,42 чел./км².

## Расположение
Город расположен в 6 км юго-западнее административного центра области — города Консепсьон.
Коммуна граничит:
- на севере — с коммуной Уальпен;
- на северо-востоке — с коммуной Консепсьон;
- на востоке — с коммуной Чигуаянте;
- на юге — с коммуной Коронель.

На западе коммуны расположен Тихий океан.

## Демография
Согласно сведениям, собранным в ходе переписи Национальным институтом статистики, население коммуны составляет 90 610 человек, из которых 43 484 мужчины и 47 126 женщин.
Население коммуны составляет 4,57 % от общей численности населения области Био-Био. 0,36 % относится к сельскому населению и 99,64 % — городское население.